# Brenda gracilicauda
Brenda gracilicauda är en insektsart som beskrevs av Vladimir Sergeevich Novikov och Dietrich 2000. Brenda gracilicauda ingår i släktet Brenda och familjen dvärgstritar. Inga underarter finns listade i Catalogue of Life.